# Watu Hadang
Watu Hadang is een bestuurslaag in het regentschap Oost-Soemba van de provincie Oost-Nusa Tenggara, Indonesië. Watu Hadang telt 1887 inwoners (volkstelling 2010).